# Hacelia superba
Hacelia superba är en sjöstjärneart som beskrevs av Hubert Lyman Clark 1921. Hacelia superba ingår i släktet Hacelia och familjen Ophidiasteridae. Inga underarter finns listade i Catalogue of Life.